# Renault Type AO
Der Renault Type AO war ein frühes Personenkraftwagenmodell von Renault. Er wurde auch 35 CV genannt.

## Beschreibung
Dieses Modell war eine Variante des Renault Type AI, des ersten Renault der Oberklasse. Es stand nur 1907 im Sortiment.
Ein wassergekühlter Vierzylindermotor mit 130 mm Bohrung und 140 mm Hub leistete aus 7433 cm³ Hubraum 30 bis 40 PS. Die Motorleistung wurde über eine Kardanwelle an die Hinterachse geleitet. 